# Битка при Каспе
Битката при Каспе се провежда по време на Арагонската офанзива от Гражданската война в Испания на 16 – 17 март 1938 г.

## Обща информация
След Теруелската операция републиканската армия в Арагон е изтощена и лошо оборудвана. През март 1938 г. огромна националистическа войска от 150 000 души и повече от 900 самолета започва офанзива в Арагон, разбивайки републиканския фронт. Повечето части на републиканската армия бягат и отстъплението се превръща в поражение, но в някои точки други се сражават смело.
На 9 март националистите напредват 36 километра, а на 10 март те окупират Белчите, дотогава държан от XV Интернационална бригада, и се насочват към Каспе. Тогава главнокомандващият на републиканската армия Висенте Рохо заповядва да се установи отбранителна линия с град Каспе в центъра. До 16 март три националистически дивизии от армията на Хосе Енрике Варела, водени от Фернандо Барон, Агустин Муньос Грандес и Баутиста Санчес, обграждат града, държан от XV Интернационална бригада. Бригадата се бие с голяма храброст, но след два дни ожесточени битки Каспе пада в ръцете на националистите.
Националистите продължават настъплението си и до 3 април окупират Лерида.